# Eenheidswet

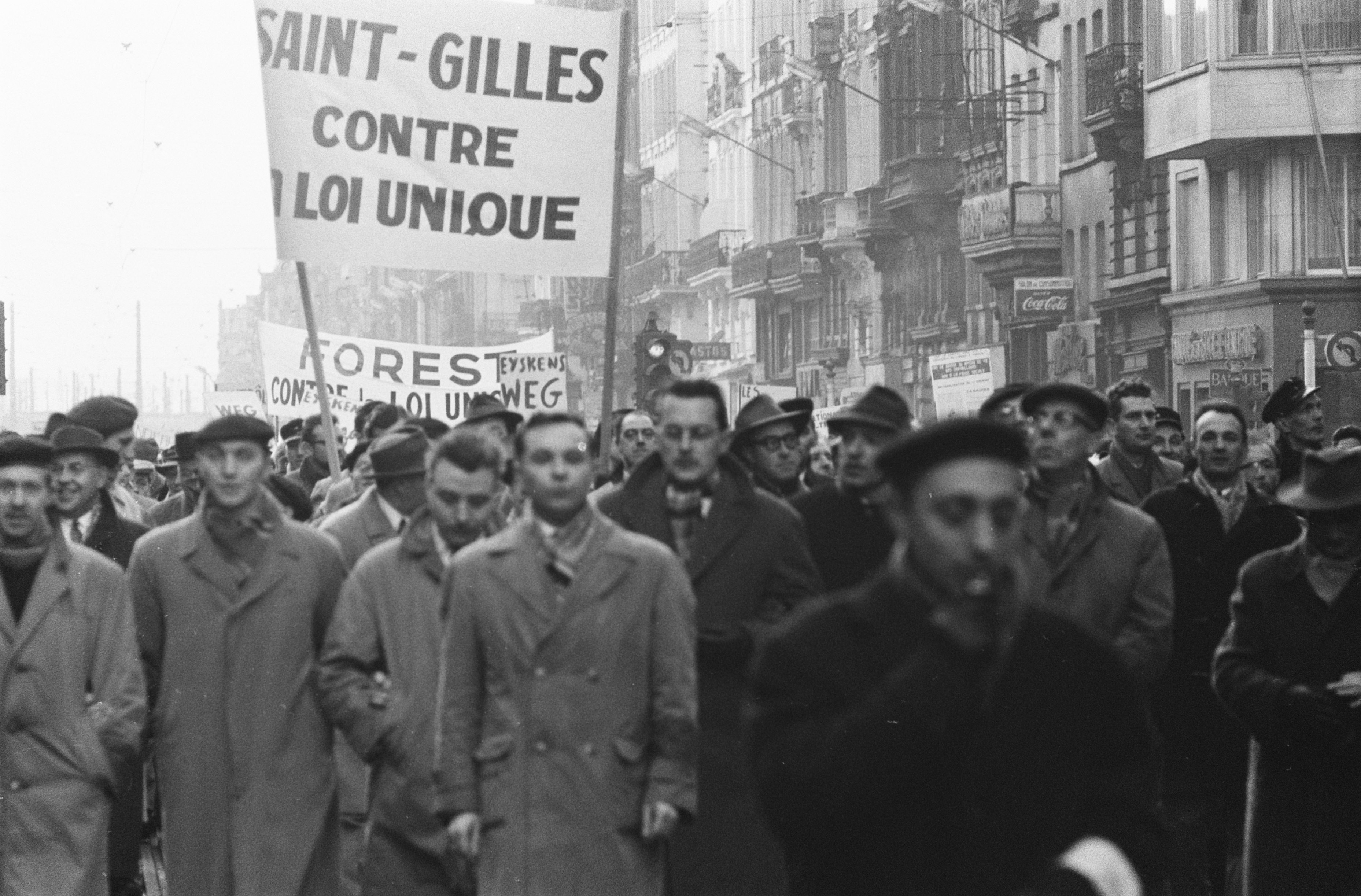
Demonstratie in Brussel tegen de Eenheidswet.

De wet van 14 februari 1961 voor de economische expansie, de sociale vooruitgang en het financieel herstel, vaak kortweg de Eenheidswet (in het Frans Loi unique) genoemd, was een initiatief van de regering-Eyskens III (met liberalen en christendemocraten) dat in 1960 in België werd gelanceerd.

## Inhoud
De eenheidswet dankte zijn naam aan het feit dat in één enkele wet een hele reeks maatregelen werd genomen op de meest uiteenlopende terreinen van het toenmalige saneringsbeleid van de regering, te vergelijken met een hedendaagse programmawet. Zo greep de wet niet enkel in op sociaal-economisch, fiscaal of bestuursrechtelijk vlak maar bevatte het ook bepalingen betreffende de herstelling van oorlogsschade en de wijziging van de gemeentegrenzen. Het wetsvoorstel bevatte oorspronkelijk 133 artikelen, en had veel weg van een soort vijfjarenplan gericht op een verbetering van de economische situatie. Dit moet gezien worden in de toenmalige context: er was een stijgende werkloosheid, een aantal kolenmijnen in Wallonië werd gesloten, de staatsschuld steeg, en de kolonie Congo was pas onafhankelijk geworden.
De wet beoogde de volgende punten:
- een verhoging van de fiscale druk met 7 miljard Belgische frank;
- besparingen in landsverdediging en onderwijs;
- controle op de werkloosheidsuitkering en het pensioenstelsel voor sommige ambtenaren (besparing: 4 miljard).

Het voorstel was een duidelijk compromis tussen de beide regeringspartners: de liberalen gingen alleen akkoord met een verhoging van de fiscale druk als er gesnoeid zou worden in de overheidsuitgaven.

## Geschiedenis
De voorstellen van de regering-Eyskens mochten op felle weerstand rekenen. Vooral vanuit socialistische hoek gingen de vakbonden hevig tekeer. Het verzet tegen het voorstel werd geleid door de Waalse separatistisch gezinde vakbondsleider André Renard. Gedurende vier weken werden eind december 1960 en begin januari 1961 door grootschalige stakingsacties en manifestaties grote delen van de economie in Wallonië en in mindere mate in Vlaanderen lamgelegd. Dat laatste omdat het Algemeen Christelijk Vakverbond (ACV) (mede onder druk van kardinaal  Van Roey) de acties niet helemaal ondersteunde. Triest hoogtepunt waren de gewelddadige confrontaties tussen de rijkswacht en demonstranten, waarbij in totaal vier doden vielen.
Uiteindelijk werd op 13 januari 1961 de Eenheidswet in de Kamer van volksvertegenwoordigers goedgekeurd door de meerderheid van liberalen en christendemocraten (6 liberalen stemden tegen, 1 CVP'er onthield zich) tegen een oppositie van socialisten en communisten. Exact een maand later keurde ook de Senaat het wetsontwerp goed. Om een verdere escalatie van het conflict te vermijden, hadden de socialisten o.l.v. Joseph-Jean Merlot en Achille Van Acker zich eerder al tijdens gesprekken met de regering akkoord verklaard de stakingen te stoppen en de eenheidswet zonder incidenten te laten goedkeuren. In ruil zou de regering daarna overgaan tot de ontbinding van het parlement en het uitschrijven van nieuwe verkiezingen. Na de goedkeuring van de eenheidswet riep BSP haar militanten dan ook op om de verschillende stakingsacties te beëindigen. Na vijf weken staking en nog enkele schermutselingen in de harde stakerskernen van Luik en Charleroi, was de algemene staking op 23 januari zo goed als overal in het land afgelopen.
De gevolgen waren niettemin groot: de positie van de regering-Eyskens was verzwakt en de regeringspartners waren het oneens over de uitvoeringsmodaliteiten. Uiteindelijk boden de liberale ministers op 17 februari 1961 hun ontslag aan de koning aan en werden verkiezingen georganiseerd op 26 maart 1961. De daaropvolgende 'travaillistische' regering-Lefevre-Spaak zal, ditmaal met de BSP in de meerderheid, de Eenheidswet toch, zij het gefaseerd, uitvoeren.